# I'm Not in Love
"I'm Not in Love" er den mest succesrige single udsendt af 10cc i 1970'erne. Den 24. juni 1975 erstattede de "Whispering Grass" på 1. pladsen af de engelske hitlister. Sangen var med på albummet The Original Soundtrack, der også blev en af 10cc's mest populære album. Sangen er skrevet af Eric Stewart og Graham Gouldman, men bliver sunget af alle fire medlemmer. 10cc havde tidligere samme år skrevet med Mercury Records til en værdi af mere end en million dollar, primært pga. denne sang.

## Instrumentering
- Graham Gouldman: Bas, guitar, vokal
- Eric Stewart: Klaver, vokal
- Kevin Godley: Keyboard, vokal
- Lol Creme: Klaver, vokal

## Hitlister
| Hitlister (1975)                                 | Højeste placering |
| ------------------------------------------------ | ----------------- |
| Australia (Kent Music Report)                    | 3                 |
| Belgien (Ultratop 50 Flanderen)                  | 5                 |
| Canada (RPM) Top Singles                         | 1                 |
| Canada (RPM) Adult Contemporary                  | 4                 |
| Tyskland (Official German Charts)                | 8                 |
| Irland (IRMA)                                    | 1                 |
| Holland (Single Top 100)                         | 5                 |
| New Zealand (RIANZ)                              | 4                 |
| Norge (VG-lista)                                 | 6                 |
| Schweiz (Schweizer Hitparade)                    | 8                 |
| Storbritannien Singles (Official Charts Company) | 1                 |
| USA Billboard Hot 100                            | 2                 |
| US Cash Box Top 100                              | 3                 |
| US Billboard Adult Contemporary                  | 10                |

| Hitliste (1975)                      | Placering |
| ------------------------------------ | --------- |
| Australia (Kent Music Report)        | 34        |
| Canada Top Singles (RPM)             | 6         |
| Netherlands (Single Top 100)         | 57        |
| New Zealand Singles                  | 30        |
| UK Singles (Official Charts Company) | 11        |
| US Billboard Hot 100                 | 43        |
| US Cash Box Top 100                  | 24        |